# Formatio reticularis
Die Formatio reticularis oder Retikulärformation (von lateinisch formatio „Gestaltung“, „Bildung“ und reticularis „netzartig“) bezeichnet ein ausgedehntes, diffuses Neuronennetzwerk im Hirnstamm, das von der Medulla oblongata (verlängertes Mark) bis zum Zwischenhirn (Diencephalon) reicht. Die Formatio reticularis setzt sich in das mediale Vorderhirnbündel fort.
Die in der Formatio reticularis liegenden Neurone sind maschenartig diffus verstreut und nur zum Teil zu Kernen verdichtet. Gut abgrenzbar sind eine Gruppe von Kernen entlang der Medianlinie als Raphekerne und auch der Locus caeruleus. Darüber hinaus ist eine großzellige Kerngruppe im medialen und eine kleinzellige Kerngruppe im lateralen Anteil zu unterscheiden, die zu den Nuclei reticulares gehören. Zu höheren Hirnzentren aufsteigende Neuriten tragen nur teilweise sensorische Funktionen, während die zum Rückenmark absteigenden Efferenzen zumeist motorischen Funktionen dienen.

## Funktion
Die Formatio reticularis hat neben der Verschaltung der Hirnnervenkerne folgende Aufgaben und Koordinationszentren:
- Aufsteigendes retikuläres Aktivierungssystem (ARAS)
- Kreislauf- und Atemzentrum (ventrolaterale Formatio reticularis, Prä-Bötzinger-Komplex)
- Brechzentrum (Verbindungen mit Nucleus tractus solitarii) und Area postrema
- Extrapyramidale Steuerung der Motorik (Verbindungen mit Kleinhirn, Nucleus ruber, Substantia nigra)
- Pontine Kontrolle der Miktion (Harnblasenentleerung)
- Modulation der Schmerzempfindung (via Periaquäduktales Grau (PAG) und Raphe-Kerne)
- Emotionen (mesolimbische Bahn von der Area tegmentalis ventralis zum Nucleus accumbens)

## Der Hirnschrittmacher
Zwischen den eindeutig abgrenzbaren Bahnen und Kernen des Nervensystems liegen Nervenzellgruppen und die dazugehörigen Fasern in einer diffusen, netzartigen Anordnung, der Netzsubstanz, die vom Rückenmark bis in den Thalamus das Zentralnervensystem durchzieht.
Die Aufgabe dieser diffusen Nervennetze besteht in der zeitlichen Koordination, z. B. beim Einsatz von Muskeln bei der Fortbewegung. Derartige Netzwerke zur zeitlichen Koordination sind in allen Wirbeltierhirnen, bei Insekten und niederen Tieren nachweisbar.

### Kreislauf- und Atemzentrum
Von peripheren Barorezeptoren erreichen die Afferenzen den Nucleus tractus solitarii (NTS). Von dort aus besteht ein efferenter Schenkel über den Nucleus dorsalis nervi vagi und den Nervus vagus (10. Hirnnerv) zum Herzen und führt zur Senkung des Blutdrucks (negativ inotrop). Ein zweiter, antagonistischer Schenkel verläuft über die Formatio reticularis vom NTS zur kaudalen ventrolateralen Medulla oblongata, von dort aus zur rostralen ventrolateralen Medulla oblongata und schließlich ins Rückenmark zu den sympathischen Zentren. Der Sympathikus führt dann zum Herzen und zu den arteriellen Blutgefäßen um den Blutdruck zu steigern. Bemerkenswert ist, dass das zentrale Antihypertonikum Clonidin an α2-Adrenozeptoren der rostralen venterolateralen Medulla oblongata über eine Inhibition des sympathischen Systems wirkt.
Zur Kontrolle der Atmung enthält die Formatio reticularis inspiratorisch aktive und exspiratorisch aktive Neurone. Leitet der Nervus vagus Signale über die Dehnung der Lunge zum Prä-Bötzinger-Komplex der Formatio reticularis, so werden die inspiratorischen Neurone mehr und mehr gehemmt, die exspiratorischen Neurone enthemmt, bis irgendwann die Inspiration zum Stehen kommt und in eine Exspiration umschlägt. Dieser Reflex läuft bedingt unwillkürlich ab und kann in gewissen Bereichen durch willentliche Beeinflussung moduliert werden. Man nennt ihn nach seinen Erstbeschreibern den Hering-Breuer-Reflex.

### Extrapyramidale Steuerung der Motorik
Die motorische Formatio reticularis ist ein Abschnitt des extrapyramidalmotorischen Systems. Sie ist in ein Bahnungs- und ein Hemmungsgebiet unterteilt. Das Bahnungsgebiet umfasst einen großen Teil der gesamten Formatio reticularis von der Medulla oblongata bis zum Mittelhirn. Es erhält Impulse unter anderem von der Großhirnrinde, dem Kleinhirn, dem vegetativen Nervensystem sowie von sensorischen Leitungsbahnen. Dadurch werden in ihm motorische, sensorische und vegetative Erregungsprozesse integriert. Das Hemmungsgebiet der Formatio reticularis nimmt einen kleinen Teil der ventralen Medulla oblongata ein.

### Brechzentrum
Zum Brechzentrum gehört neben Teilen der Formatio reticularis die Area postrema sowie der Nucleus tractus solitarii.

### Pontine Kontrolle der Harnblasenentleerung
Die Funktion des pontinen Miktionszentrums, mit absteigenden Bahnen zum Miktionszentrum im Rückenmark (Segmente S1-4), ist die Koordination somatischer, sympathischer und parasympathischer Einflüsse auf die Blasenentleerung, mit dem Ziel, eine vollständige Blasenentleerung zu ermöglichen. Dies wird deutlich bei einer Querschnittlähmung, bei der diese absteigenden Bahnen durchtrennt werden. Während des spinalen Schocks (Wochen bis Monate nach der Verletzung) kommt es zur Areflexie, also dem Ausfall der spinalen Reflexe, verbunden mit einer Inkontinenz. Da nicht nur der Verschlussmechanismus der Blase gestört ist, sondern auch der Blasenmuskel, kommt es neben der Inkontinenz zu einer ungenügenden Entleerung der Blase, zu Restharn. Dieses Stadium geht in eine Hyperreflexie über: Eine unwillentliche Kontraktion des Blasenmuskels, die reflektorisch bei einer bestimmten Blasenfüllung startet, vermindert die Restharnmenge. Manchen Patienten ist es möglich, den Reflex durch Beklopfen der Blase auszulösen und damit einen gewissen willentlichen Einfluss auf die Blasenfunktion zurückzugewinnen.

### Modulation der Schmerzempfindung
Neben dem Vorderseitenstrang aszendiert in der weißen Substanz des Rückenmarks ein spinoreticulo-thalamisches System. Diese Fasern enden in der Formatio reticularis und werden von dort weiter verschaltet: 
- zum Nucleus centromedianus des unspezifischen Thalamus zur Bewusstwerdung der affektiven Schmerzkomponente
- über das mediale Vorderhirnbündel in den Hypothalamus zur Auslösung der vegetativen Komponente (Schweiß, Sympathikus-Aktivierung)
- in das Periaquäduktale Grau (PAG). Von hier aus besteht eine Projektion in die Raphekerne, welche wiederum serotoninerg absteigen und opioide Interneurone aktivieren (portale Schmerzkontrolle). Auf dieses Bahnsystem wirken die zentrale Analgetika vom Opioid-Typ, wie Morphin.

### Emotionen
Durch Verbindung von hypothalamischen Kernen und dem limbischen System ist die Formatio reticularis auch für die affektive Färbung von Sinneseindrücken bedeutsam (mesolimbische Bahn von der Area tegmentalis ventralis zum Nucleus accumbens).